# Torneo Interbritannico 1975
Il Torneo Interbritannico 1975 fu la settantanovesima edizione del torneo di calcio conteso tra le Home Nations dell'arcipelago britannico. Dopo tre anni, il torneo tornò a giocarsi anche nell'isola irlandese. La competizione fu vinta dall'Inghilterra. 

## Risultati
| Data           | Luogo   | Squadra 1        | Risultato | Squadra 2        |
| -------------- | ------- | ---------------- | --------- | ---------------- |
| 17 maggio 1975 | Belfast | Irlanda del Nord | 0 - 0     | Inghilterra      |
| 17 maggio 1975 | Cardiff | Galles           | 2 - 2     | Scozia           |
| 20 maggio 1975 | Glasgow | Scozia           | 3 - 0     | Irlanda del Nord |
| 21 maggio 1975 | Londra  | Inghilterra      | 2 - 2     | Galles           |
| 23 maggio 1975 | Belfast | Irlanda del Nord | 1 - 0     | Galles           |
| 24 maggio 1975 | Londra  | Inghilterra      | 5 - 1     | Scozia           |

## Classifica
| Pos | Squadra          | Pti | G | V | N | P | GF | GS |
| --- | ---------------- | --- | - | - | - | - | -- | -- |
| 1   | Inghilterra      | 4   | 3 | 1 | 2 | 1 | 7  | 3  |
| 2   | Scozia           | 3   | 3 | 1 | 1 | 1 | 6  | 7  |
| 2   | Irlanda del Nord | 3   | 3 | 1 | 1 | 1 | 1  | 3  |
| 4   | Galles           | 2   | 3 | 0 | 2 | 1 | 4  | 5  |